# Наталијина рамонда
Наталијина рамонда (лат. Ramonda nathaliae; колачић или цвет феникс) је ендемска биљка централног Балкана из породице Gesneriaceae. Остатак је суптропске флоре Европе и Медитерана, највероватније афричког порекла. Веома је слична биљци Ramonda serbica за коју се сматра да се од врсте Ramonda nathaliae одвојила у самосталну врсту полиплоидијом током терцијара. Биљку је 1884. године у околини Ниша открио доктор Сава Петровић, дворски лекар краља Милана Обреновћа. Заједно са Панчићем описао је ову врсту и дао јој име по краљици Наталији.

## Опис биљке
Наталијина рамонда је вишегодишња, зимзелена, зељаста биљка.
Биљка има снажан ризом.
Листови су јој скупљени у приземну розету, елиптично-јајастог до јајастог облика, са израженом лисном дршком. По ободу су правилно и ситно назубљени. На горњој страни листова се налазе разређене браонкасте длаке док се на ивици листова, доњој страни дуж нерава и лисној дршци налазе дугачке браонкасте длаке.
Цветна дршка излази из центра розете и висока је до 10 cm са 1—3 ређе 4—5 цветова. Круница је углавном тамно љубичаста, ређе беле боје; тањирастог облика са наранџастом основом. Најчешће је састављена од 4, а ређе од 5—6 круничних листића.
Плод је чахура са великим бројем ситних семена.
За ову биљку је карактеристична и појава да и уколико се потпуно осуши може поново да оживи уколико се залије. Ову могућност да се из стања анабиозе поново врате у живот поседује веома мало биљака цветница. У Европи сем врста рода Ramonda само још две цветнице могу да се поврате из анабиозе (Haberlea rhodopensis и Jankaea heldreichii).
Број хромозома: 2n = 48.

## Станиште и распрострањеност
Станиште ове биљке су пукотине кречњачких стена на надморској висини од 350—2150 m. Насељава углавном северно експониране стене, али се среће и на стенама у одговарајућој шумској реликтној заједници као што је нпр. Fago-Colurnetum на Сувој планини. Ramonda nathaliae са другим биљкама образује реликтне хазмофитске заједнице као нпр. Erysimo-Ramondetum nathaliae. Такође на стаништима где се преклапа са Ramonda serbica, у зонама симпатрије, образује субасоцијацију Ceterachi-Ramondetum serbicae ramondetosum nathaliae (на Радованском камену изнад села Јелашница и на Облику у Сићевачкој клисури).
Ramonda nathaliae је ендемит централног дела Балканског полуострва. Насељава следеће земље Северну Македонију, северну Грчку и Србију. У Северној Македонији је честа у клисурама десних притока Вардара (Треска, Бабуна, Тополка, Црна река) и околним планинама (Јакупица, Кожуф, Козјак и Ниџе). У Грчкој се јавља у граничним областима са Северном Македонијом (планине Тзена, Вермион, Ворас), а јавља се и у Епиру. У Србији се јавља на Сувој планини (Трем, Мосор, Соколов камен, Голеш), у Јелашничкој клисури (Радовански камен, изнад села Јелашница), у Сићевачкој клисури (Облик изнад села Островица), на Шар Планини (падине Љуботена).

## Угроженост
Због неприступачности највећег дела станишта, није примећено опадање бројности популација ове биљке. Међутим, приступачни делови станишта (стене поред путева), као и мале локалне популације су у великој мери редуковане и угрожене су због експлоатације од стране сакупљача. Колекционарско скупљање за хербарске збирке и ботаничке баште представља један од најзначајнијих фактора угрожавања.
Ramonda nathaliae се налази на списку ретких, угрожених и ендемичних биљака Европе, а у Србији је заштићена законом као природна реткост.

## Симбол
Наталијина рамонда се користи као ликовно решење за амблем који се носи у седмици пре Дана примирја у Првом светском рату 11. новембра и на сам дан празника у Србији.